# Tababort
Tababort är en bergskedja i Algeriet. Den ligger i provinsen Sétif, i den norra delen av landet, 220 km öster om huvudstaden Alger.
Tababort sträcker sig 26,7 km i öst-västlig riktning. Den högsta toppen är Djebel Babor, 2 004 meter över havet.
Topografiskt ingår följande toppar i Tababort:
- Adrar Ou Mellal
- Djebel Achouaou
- Djebel Babor
- Djebel Ben Nemeur
- Djebel Bou Kaïs
- Djebel Sekkouk
- Djebel Ta Tamtart
- Djebel Tababort
- Irhil Bahri
- Irhil Maareb
- Irhil Ouadek
- Kef Randek
- Râs ed Drida
- Râs Tamellat